# Paul Schwesig
Paul Schwesig (* 26. Juli 1985 in Berlin) ist ein deutscher Schauspieler und Theaterregisseur.

## Biografie
Paul Schwesig machte in Berlin sein Abitur und absolvierte ein Schauspielstudium. Danach begann er ein Studium der Biologie und Chemie in Regensburg, das er vorzeitig beendete, um sich dem Theater zu widmen. Von 2008 bis 2010 war Schwesig festes Ensemblemitglied der Volksbühne Regensburg. 2010 ging er zurück nach Berlin, wo es zur Zusammenarbeit mit dem Regisseur Nurkan Erpulat kam, in dessen Inszenierung Clash Schwesig als Schauspieler am Deutschen Theater Berlin zu sehen war. Diese wurde 2011 zum Theatertreffen der Jugend eingeladen. Zuletzt arbeitete Schwesig mit dem norwegischen/deutschen Künstlerduo Vegard Vinge und Ida Müller in deren Inszenierung John Gabriel Borkman von Henrik Ibsen an der Volksbühne am Rosa-Luxemburg-Platz, welche zum Berliner Theatertreffen 2012 eingeladen wurde. Seit 2010 ist er außerdem als freier Regisseur in der Off-Theater-Szene tätig.

## Filmografie
- 2000: Die Schliemann-Schule – Kurzfilm
- 2006: Denk.Freiheit – Kurzfilm
- 2006: R. I. S. – Die Sprache der Toten – Serie (Sat.1)
- 2006: Alle lieben Jimmy – Serie (RTL)
- 2006: Verrückt nach Clara – Serie (ProSieben)
- 2007: Der Baader-Meinhof-Komplex – Spielfilm (Constantin Film)
- 2007: Bratfisch zum Mittag – Der Talk – Comedyshow
- 2008: Let’s Date! – Kurzfilm
- 2010: Nuit Blanche – Kurzfilm

## Rollen (Auswahl)
- John Gabriel Borkman von Henrik Ibsen, Regie: Vegard Vinge, Ida Müller, Trond Reinholdtsen, Volksbühne Berlin am Rosa-Luxemburg-Platz (2011), Eingeladen zum Berliner Theatertreffen 2012
- Sozi in Clash von Nurkan Erpulat und Dorle Trachternach, Regie: Nurkan Erpulat, Deutsches Theater Berlin (2011), Eingeladen zum Theatertreffen der Jugend 2011
- Todd in Pterodactylus von Nicky Silver, Regie: Bodo Goldbeck, Tik-Theater Berlin (2010)
- Gefangener in Die Hundeblume von Wolfgang Borchert, Volksbühne Regensburg (2009)
- Fritz/Mann in Frauenzimmer nach Gotthold Ephraim Lessing und Friedrich Schiller, Volksbühne Regensburg (2009)

## Inszenierungen
- Woyzeck von Georg Büchner, Tik-Theater Berlin (2011), Eingeladen zum Festival Théâtre en Liberté 2013, Montpellier
- Fräulein Julie frei nach August Strindberg, Tik-Theater Berlin (2011)
- Clavigo von Johann Wolfgang Goethe, Tik-Theater Berlin (2010), Eingeladen zum 100 Grad Festival Berlin 2011